# Ohmi Railway

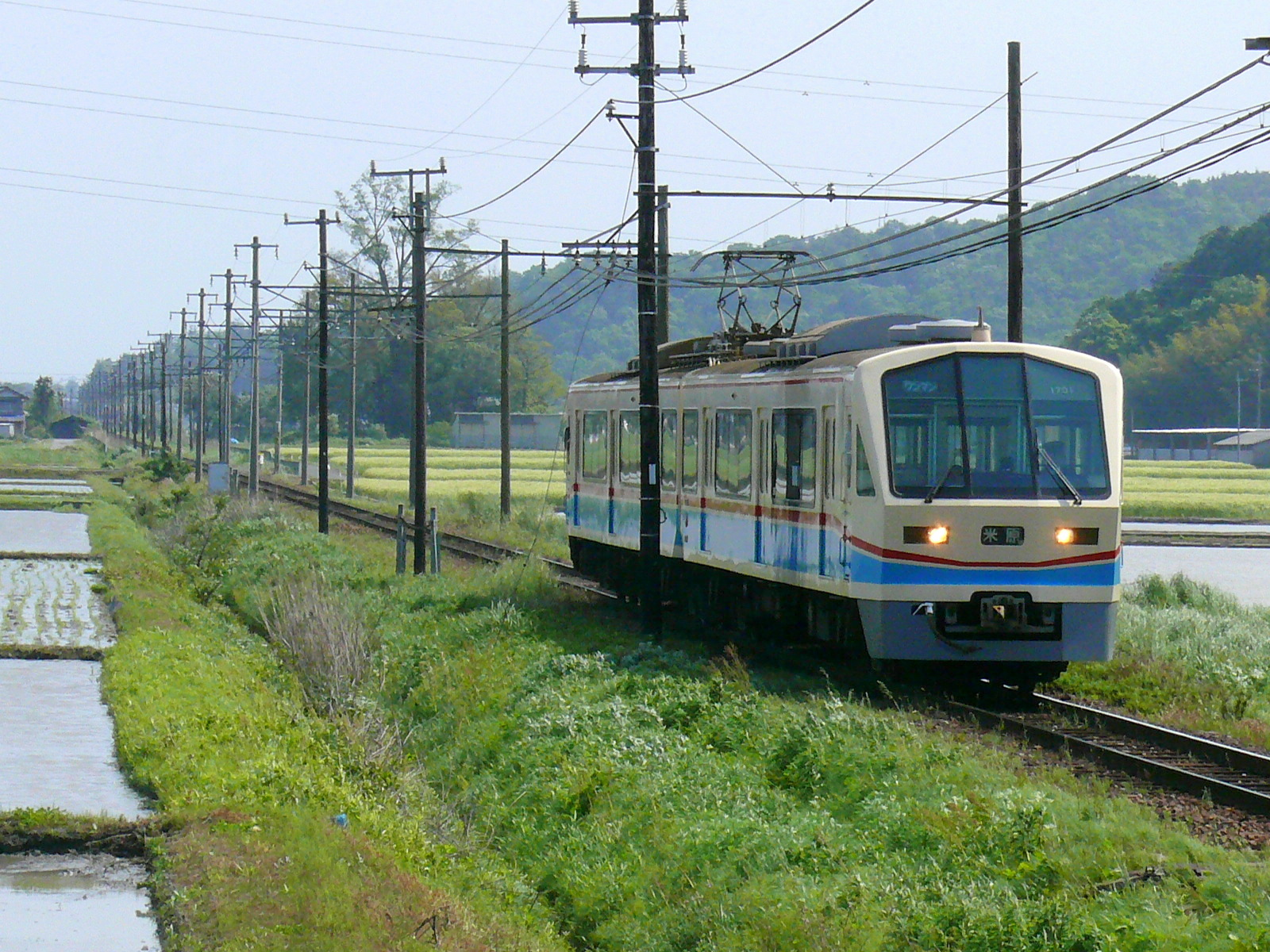
Tren de la serie 700 de Ohmi Railway en la Línea Principal

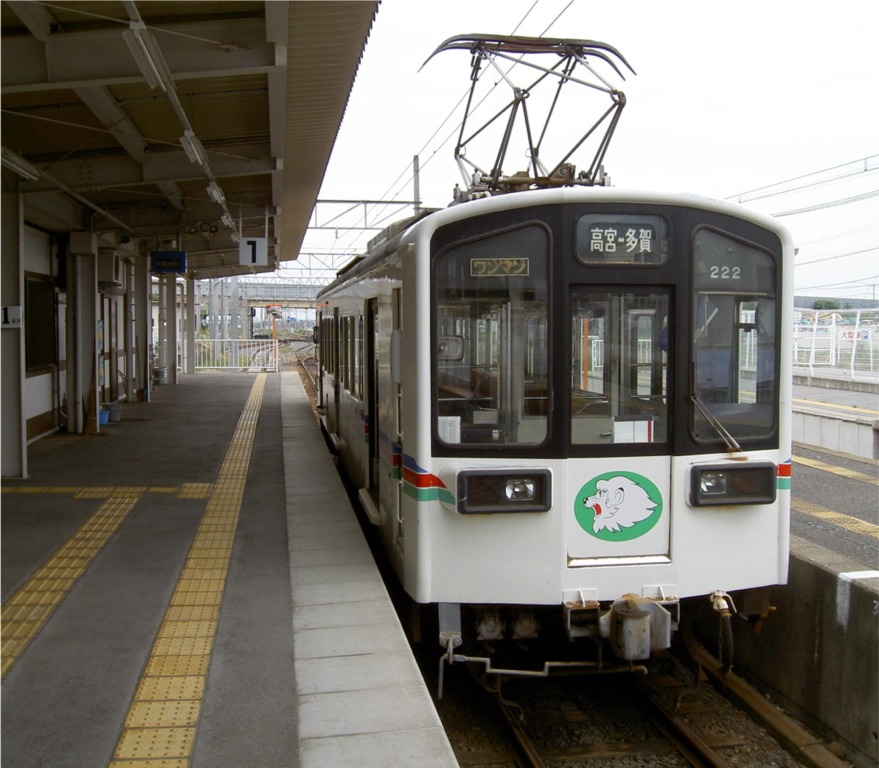
Tren de la serie 220 de Ohmi Railway en la estación de Taga Taisha-mae

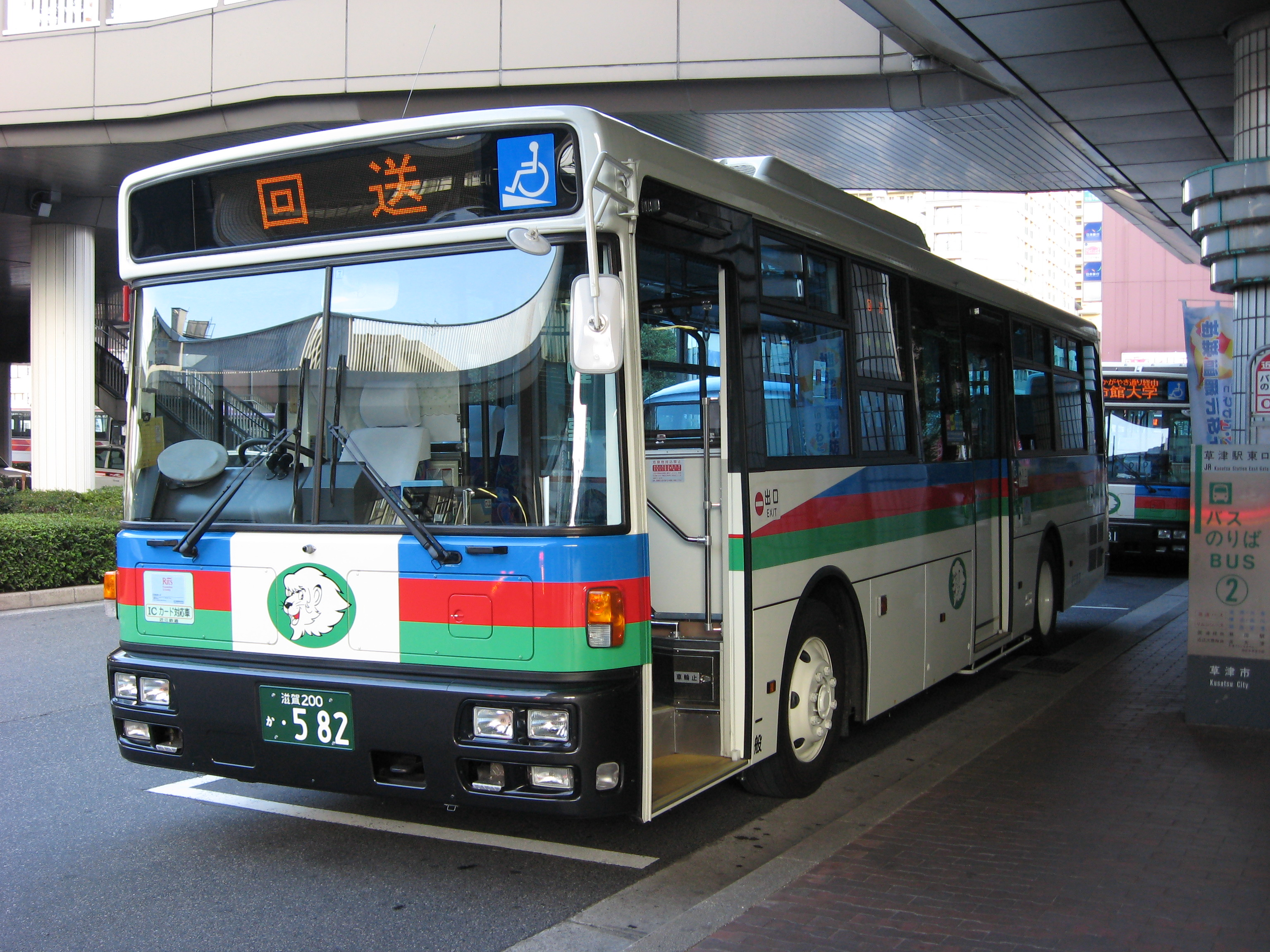
Autobús de Ohmi Railway en Kusatsu

Ohmi Railway Co., Ltd. (近江鉄道株式会社 Ōmi Tetsudō Kabushiki-gaisha?) es una empresa de ferrocarril privado japonesa que opera en la prefectura de Shiga, y pertenece al Grupo Seibu desde 1943. El nombre de la empresa proviene de la Provincia de Ōmi, el antiguo nombre de lo que es hoy en día la prefectura de Shiga. Al ferrocarril se le suele llamar "Tren Gachakon" (ガチャコン電車 Gachakon densha?) por los usuarios locales debido al ruido que hace.

## Historia
Ohmi Railway es la compañía de ferrocarril privado más grande de Shiga. La empresa se fundó en 1896 y empezó los servicios de tren entre Hikone y Echigawa en 1898. La empresa fue una subsidiaria de Ujigawa Electric (宇治川電気 Ujigawa Denki?) desde 1926 hasta 1942. En 1944, la empresa absorbió el Yōkaichi Railway (八日市鉄道 Yōkaichi Tetsudō?), hoy en día la Línea Yokaichi.

## Líneas
Ohmi Railway consiste de tres líneas: la Línea Principal, y dos ramales, la Línea Yōkaichi y la Línea Taga. 
La Línea Principal conecta con la Línea Principal Tōkaidō (Línea Biwako), la Línea Principal Hokuriku y el Tōkaidō Shinkansen en Maibara, la Línea Biwako en Hikone, y la Línea Kusatsu y el Shigaraki Kōgen Railway en Kibukawa. La Línea Yōkaichi conecta con la Línea Biwako en Ōmi-Hachiman.
| Línea           | Sección                    | Longitud (km) | Estaciones | Fecha de apertura       |
| --------------- | -------------------------- | ------------- | ---------- | ----------------------- |
| Línea Principal | Maibara - Kibukawa         | 47,7          | 25         | 11 de junio de 1898     |
| Línea Yōkaichi  | Yōkaichi - Ōmi-Hachiman    | 9,3           | 7          | 29 de diciembre de 1913 |
| Línea Taga      | Takamiya - Taga Taisha-mae | 2,5           | 3          | 8 de marzo de 1914      |
| Total           |                            | 59,5          | 35         |                         |

Al principio, se planeó que la Línea Principal, conectara Hikone y Fukawa (ahora Kōnan) y se dirigiera hacia Ujiyamada. La Línea Yōkaichi tuvo un ramal de 2,8 km desde Shin-Yōkaichi hasta Misono entre 1930 y 1964.

## Otros servicios
La empresa también opera líneas de autobús, taxis, el teleférico de Hachimanyama, el Ascensor de Shizugatake, barcos hacia el Lago Biwa, un operador de tours un hotel onsen, dos áreas de servicio en la autopista, un sitio para acampar, una autoescuela, y parques en Shiga.